# Tamás Szamosi
Tamás Szamosi (Budapest, 27 novembre 1974) è un ex calciatore ungherese, di ruolo difensore.

## Palmarès

### Club

#### Competizioni nazionali
- Coppa d'Ungheria: 2

MTK Hungária: 1997-1998, 1999-2000
- Campionato ungherese: 2

MTK Hungária: 1998-1999
Zalaegerszeg: 2001-2002